# Huig Aart Maaskant

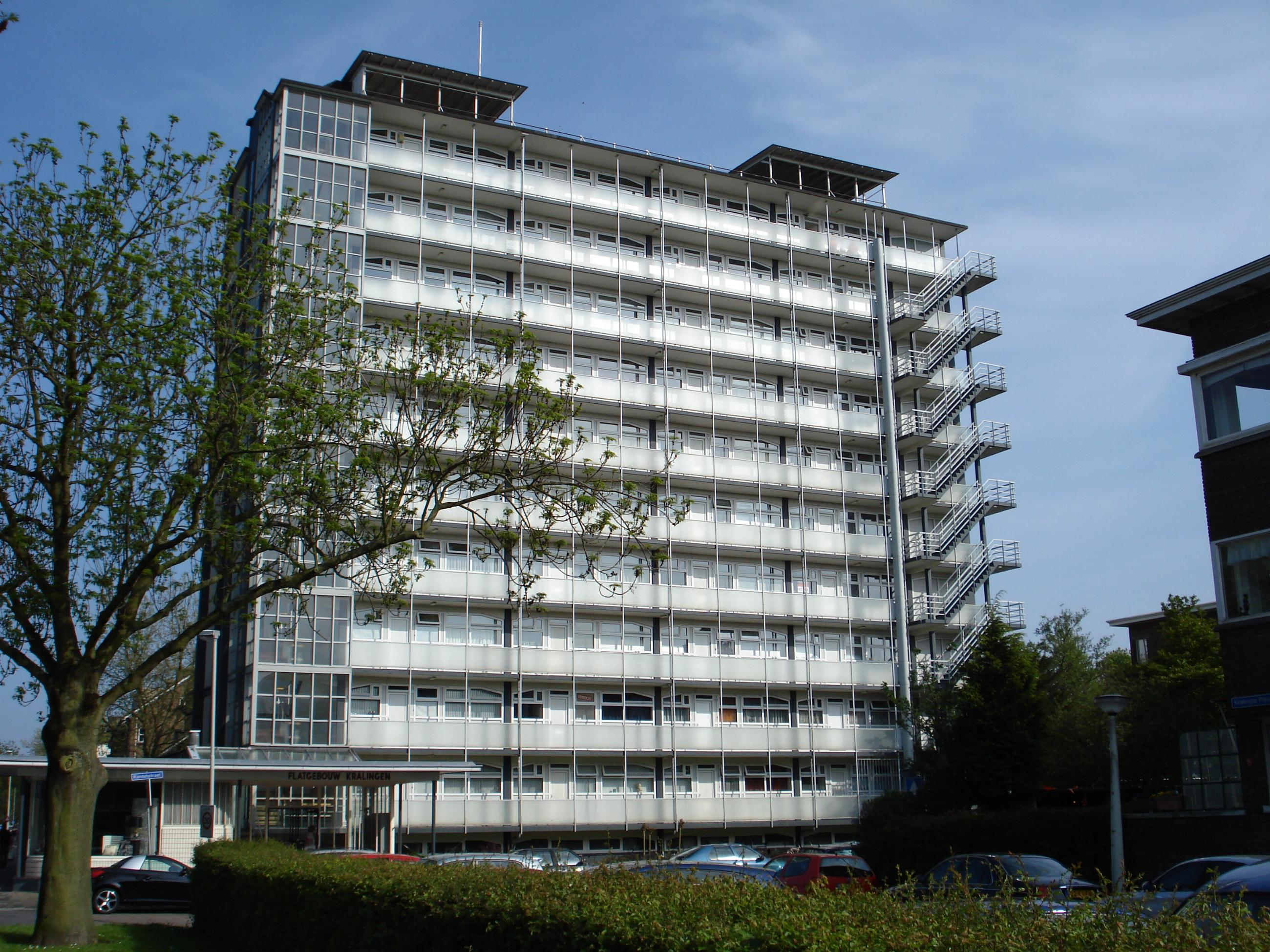
Edificio Plaslaan, de Huig Aart Maaskant y Willem van Tijen, Róterdam (1938)

Huig Aart Maaskant (Róterdam, 17 de agosto de 1907 - Róterdam, 27 de mayo de 1977) fue un arquitecto racionalista neerlandés. 

## Trayectoria
Estudió en la Academia de Artes Plásticas y Ciencias Técnicas de Róterdam. En 1937 se asoció a Willem van Tijen, con el que colaboró hasta principios de los años 1950. En 1938 construyeron el edificio Plaslaan en Róterdam (1938), inspirado en el edificio Bergpolder de la misma ciudad, realizado en 1934 por Willem van Tijen junto a Johannes Andreas Brinkman y Leendert Cornelis van der Vlugt, de diseño similar pero con estructura de hormigón armado a la vista. Posteriormente fueron autores del Laboratorio Aeronáutico Nacional en Ámsterdam (1938-1941), el edificio de viviendas del Zuidplein en Róterdam (1941-1946) y el edificio de comercio al por mayor de Róterdam (1945-1952).
En los años 1950 construyó diversas fábricas y salas comerciales, como el Mercado de subastas de agrios de Róterdam (1951-1955) y la fábrica Tomado en Etten-Leur (1954-1955). A principios de los 1960 construyó varias de las obras más emblemáticas de la arquitectura moderna de posguerra en su país: torre Euromast (1960), torre de oficinas en Utrecht (1962), edificios de Tomado en Dordrecht (1962), Hotel Hilton de Róterdam (1963) y Hotel Hilton de Ámsterdam (1962). Sus obras posteriores fueron adquiriendo amplitud espacial y una apariencia casi escultórica: sede de los Estados Provinciales del Brabante Septentrional en Bois-le-Duc (1963-1971), edificio de la Johnson Wax en Mijdrecht (1966).